# 朱志远
朱志远（1959年—），男，汉族，江苏盱眙人，中华人民共和国科学家、全国人民代表大会上海地区代表。
毕业于联邦德国慕尼黑大学理论核物理专业，加入中国共产党。2008年起担任全国人大代表。2013年，被选为全国人大代表。2015年1月，接替江绵恒任中国科学院上海分院院长。2018年1月，当选第十三届全国政协委员。